# Step by Step (chanson de New Kids on the Block)
Pour les articles homonymes, voir Step by Step.
 (juillet 2012).
Si vous disposez d'ouvrages ou d'articles de référence ou si vous connaissez des sites web de qualité traitant du thème abordé ici, merci de compléter l'article en donnant les références utiles à sa vérifiabilité et en les liant à la section « Notes et références ».
Step by Step est une chanson phare du groupe New Kids on the Block sortie en mai 1990. Avec environ 6,5 millions d'exemplaires vendus à travers le monde, il s'agit du plus gros succès du groupe. C'est le premier single de l'album du même nom.

## Classements

### Europe
La chanson atteint la deuxième place du classement des meilleures ventes de singles au Royaume-Uni et fait partie du top 10 en France, Allemagne, Irlande et Norvège. 

### Amérique du Nord
La chanson est restée trois semaines au sommet du top 100 américain et fut certifiée platine. La chanson a été numéro 1 pendant 2 semaines au Canada.

## Liste des pistes

### CD single
1. Step by Step - 4:27
2. Valentine Girl - 3:57

### Maxi-CD
1. Step by Step (Radio Edit) - 3:59
2. Step by Step (LP Version) - 4:27
3. Step by Step (12 Club Remix) - 5:25

## Reprises
Depuis sa sortie, la chanson a été reprise par d'autres boys bands tels DBSK, 2Be3, et Battle.